# Anténor Joly
Pour les articles homonymes, voir Joly.
Ariste Anténor Joly est un directeur de journal et de théâtre français, né en 1799 à Savone (Italie) et mort le 4 septembre 1852 à Paris (2e arr.) à l'âge de 53 ans.

## Biographie
Anténor Joly vit à Paris, rue des Martyrs. Fondateur du Moniteur du soir et du Vert-Vert, on lui doit aussi la création du théâtre de la Porte-Saint-Antoine et du théâtre de la Renaissance.
Il intègre entre autres Paul Féval dans les colonnes de ses quotidiens (le Loup blanc en 1843 dans Le Courrier français) et lui confie la tâche malaisée de rédiger un roman-feuilleton, à partir d'un titre fracassant qui allait devenir célèbre, Les Mystères de Londres (1843-1844) et dans le délai d'un mois : il en avait confié auparavant la rédaction à un écrivain demeuré longtemps inconnu, dont le manuscrit n'avait pas convenu. Ce roman, sans rapport avec l'œuvre inachevée de l'écrivain britannique G.M.W. Reynolds, The Mysteries of London (1845), va remporter un immense succès dès son lancement en décembre 1843, mais ne pourra pas à lui seul sauver le journal Le Courrier français de la faillite, en 1845. Paul Féval révélera quarante ans plus tard et à demi-mot, dans ses mémoires, que l'écrivain dont il a pris la succession n'était autre que Jacques Arago. Anténor Joly eut aussi à batailler contre l'éditeur Lachapelle qui avait également le projet de lancer ses propres Mystères de Londres, dont il avait confié la rédaction à un certain Charles Marchal, et qui du reste en a publié deux volumes début 1844.
En 1838, il cherche à ouvrir un troisième opéra à Paris, impossible depuis le décret de 1807. Ce projet est soutenu par une pétition signée par toute l'élite littéraire et artistique, dont Giacomo Meyerbeer.
Adèle Hugo, dans Victor Hugo par un témoin de sa vie, biographie de son mari Victor Hugo lui-même, raconte comment ce dernier, à la recherche d'une nouvelle salle pour le drame romantique, s'entend avec Alexandre Dumas pour faire attribuer la direction d'une salle à Anténor Joly, alors directeur du journal Vert-Vert, qui est  enthousiasmé par le courant romantique. Victor Hugo obtient du ministre Guizot un privilège pour la petite salle Ventadour qui devient le théâtre de la Renaissance et lui confie la création de son nouveau drame, Ruy Blas (1838). L'inexpérience du jeune directeur engendre des difficultés techniques telles que le manque de chauffage et, pour des raisons financières, il doit partager la salle avec l'opéra-comique. La pièce est pourtant un succès avec une cinquantaine de représentations.
La BNF conserve les archives de Anténor Joly : 27 lettres qui lui ont été adressées, deux écrites de sa main, ainsi que des photos et dessins.